# Chris Tsangarides
Christopher Andrew Tsangarides (17 agosto 1956 – 6 gennaio 2018) è stato un produttore discografico britannico di genere pop, rock e heavy metal.
Attivo dal 1975, lavorò su dischi di artisti quali Judas Priest, Anvil, Gary Moore, Thin Lizzy, Helloween, Yngwie Malmsteen, Depeche Mode, Tom Jones e Concrete Blonde.

## Gruppi prodotti
- Angra
- Anthem
- Anvil
- Barón Rojo
- Biomechanical
- Comsat Angels
- Concrete Blonde
- Depeche Mode
- Bruce Dickinson
- Exodus
- Fear of God
- Helloween
- Gary Moore
- Ian Gillan
- Glyder
- Japan
- Judas Priest
- Killing Joke
- King Diamond
- King Lizard
- Loudness
- Mama's Boys
- Matt Mays and El Torpedo
- Mountain
- New Model Army
- Overkill
- Yngwie Malmsteen
- Rock Goddess
- Briar Rose
- Savage Messiah
- Sinner
- Shin Hae-chul
- Spit Like This
- Strawbs / Dave Cousins
- The Tragically Hip
- Thin Lizzy
- T.N.T.
- Tygers of Pan Tang
- Y&T
- The Prime Movers
- Tom Jones